# Napoleón Víctor Bonaparte
Víctor, príncipe Napoleón, 4.° Príncipe de Montfort (Napoleón Víctor Jerónimo Federico, 18 de julio de 1862-3 de mayo de 1926) fue el pretendiente bonapartista al trono francés desde 1879 hasta su muerte en 1926. Fue conocido como Napoleón V por sus seguidores.

## Biografía

### Primeros años

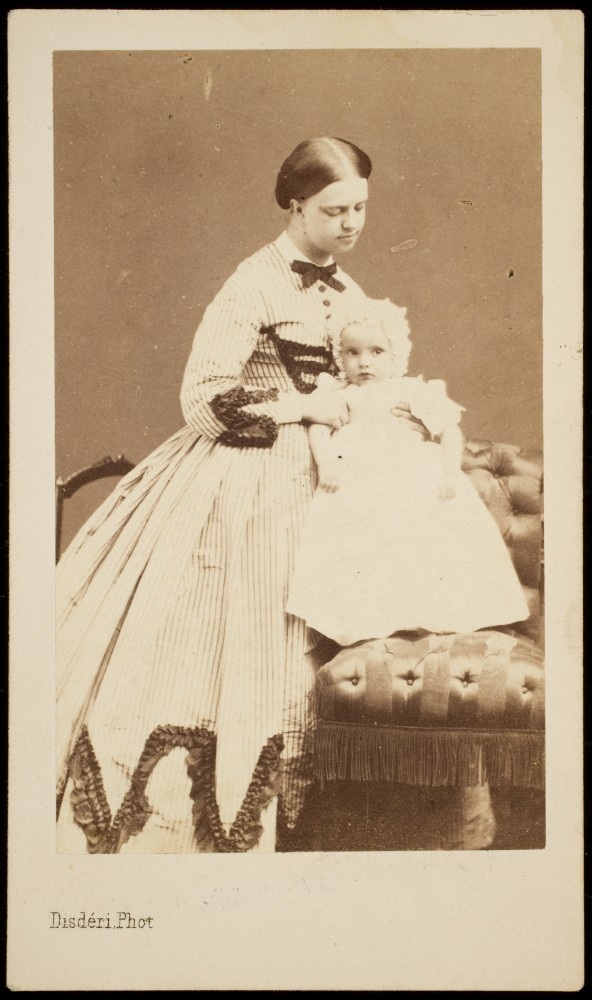
Napoleón Víctor con su madre.

Nació en el Palais-Royal de París durante el Segundo Imperio francés, hijo del príncipe Napoleón José Carlos Bonaparte y su esposa, la princesa María Clotilde de Saboya, hija de Víctor Manuel II de Italia. Pronto llegarían dos hermanos menores:  el príncipe Luis Napoleón Bonaparte (1864-1932) y la princesa María Leticia Bonaparte (1866-1926), luego duquesa de Aosta. En el momento de su nacimiento, él era el tercero en la línea de sucesión al trono detrás del príncipe imperial y su padre. El Imperio llegó a su fin en 1870 con la abdicación del emperador Napoleón III Bonaparte.

### Heredero Bonaparte
Fue nombrado jefe de la casa de Bonaparte a la edad de 18 años en la voluntad de Napoléon Eugenio, príncipe imperial, quien murió en 1879, y así se convirtió en Napoleón V para sus seguidores, aunque su hermano menor, el Príncipe Luis, un coronel en la Guardia Imperial rusa, era preferido por muchos bonapartistas. La decisión del Príncipe Imperial de eludir al padre del Príncipe Víctor llevó a una ruptura total en las relaciones entre padre e hijo. En mayo de 1886, la República Francesa expulsó a los príncipes de las antiguas dinastías reinantes, por lo que el príncipe Víctor salió de Francia para exiliarse en Bélgica.

### Asunto Dreyfus
En el momento de la muerte del presidente Félix Faure durante el caso Dreyfus, varias facciones políticas intentaron aprovechar el desorden y el príncipe Víctor anunció a una delegación del comité imperialista que tomaría medidas para restaurar el imperio francés cuando sintiera que el tiempo era favorable. Para lograr esto, anunció que se colocaría a la cabeza del movimiento con su hermano, el príncipe Luis, luchando junto a él, dijo que sería "traer a las fuerzas bonapartistas su prestigio y sus talentos militares, así como su rango en el ejército ruso". El duque Felipe de Orleáns, rival del trono, también tenía fuerzas disponibles y estaban listos para cruzar la frontera francesa al mismo tiempo que las fuerzas bonapartistas. Al final, el brote previsto en Francia no se materializó y la Tercera República Francesa sobrevivió a una de sus crisis más graves. 

### Muerte
El príncipe Víctor murió el 3 de mayo de 1926 en Bruselas, con el autor francés Charles Maurras comentando el tiempo del príncipe Víctor como pretendiente, diciendo que no había ofrecido ninguna idea nueva desde 1884 y que no había alternativas radicales a los gobiernos republicanos. Fue sucedido como el heredero de Bonaparte por su único hijo, el príncipe Luis.

## Matrimonio y descendencia
El 10/14 de noviembre de 1910, en Moncalieri, el príncipe Víctor se casó con la princesa Clementina de Bélgica (1872-1955), hija de Leopoldo II de Bélgica y María Enriqueta de Austria. Tuvieron dos hijos:
- María Clotide Bonaparte, princesa Napoleón (20 de marzo de 1912, Bruselas, Bélgica - 14 de abril de 1996, Château de la Pommerie, Cendrieux, Francia), se casó con Comte Serge de Witt y tuvo descendencia.
- Luis Jerónimo Bonaparte, príncipe Napoleón (23 de enero de 1914, Bruselas, Bélgica - 3 de mayo de 1997, Prangins, Suiza).

## Títulos y tratamientos
Esta tabla aún no está actualizada. Puedes contribuir aportando información sobre títulos y tratamientos de esta persona.